# Hipposideros jonesi
Hipposideros jonesi — є одним з видів кажанів родини Hipposideridae.

## Поширення
Країни поширення: Буркіна-Фасо, Кот-д'Івуар, Гана, Гвінея, Ліберія, Малі, Нігерія, Сьєрра-Леоне. Знайдений від рівня моря до 1400 м над рівнем моря. Сідала лаштує в печерах та аналогічних місцях, у тому числі валунних печерах і шахтах.

## Загрози та охорона
Виду, як правило, загрожує порушення печер. Поки не відомо, чи вид присутній в охоронних територіях.